# Лайгуэлья
Лайгуэлья (итал. Laigueglia) — коммуна в Италии, располагается в регионе Лигурия, в провинции Савона.
Население составляет 2002 человека (2008 г.), плотность населения составляет 720 чел./км². Занимает площадь 3 км². Почтовый индекс — 17053. Телефонный код — 0182.
Покровителем коммуны почитается святой Левий Матфей (апостол и евангелист), празднование 21 сентября.

## Демография
Динамика населения:

## Города-побратимы
- Хёр-Гренцхаузен, Германия (1972)
- Семюр-ан-Осуа, Франция (2000)
- Ла-Тюиль, Италия (2013)

## Администрация коммуны
- Официальный сайт: http://www.comunelaigueglia.net/